# Eberhard von Block

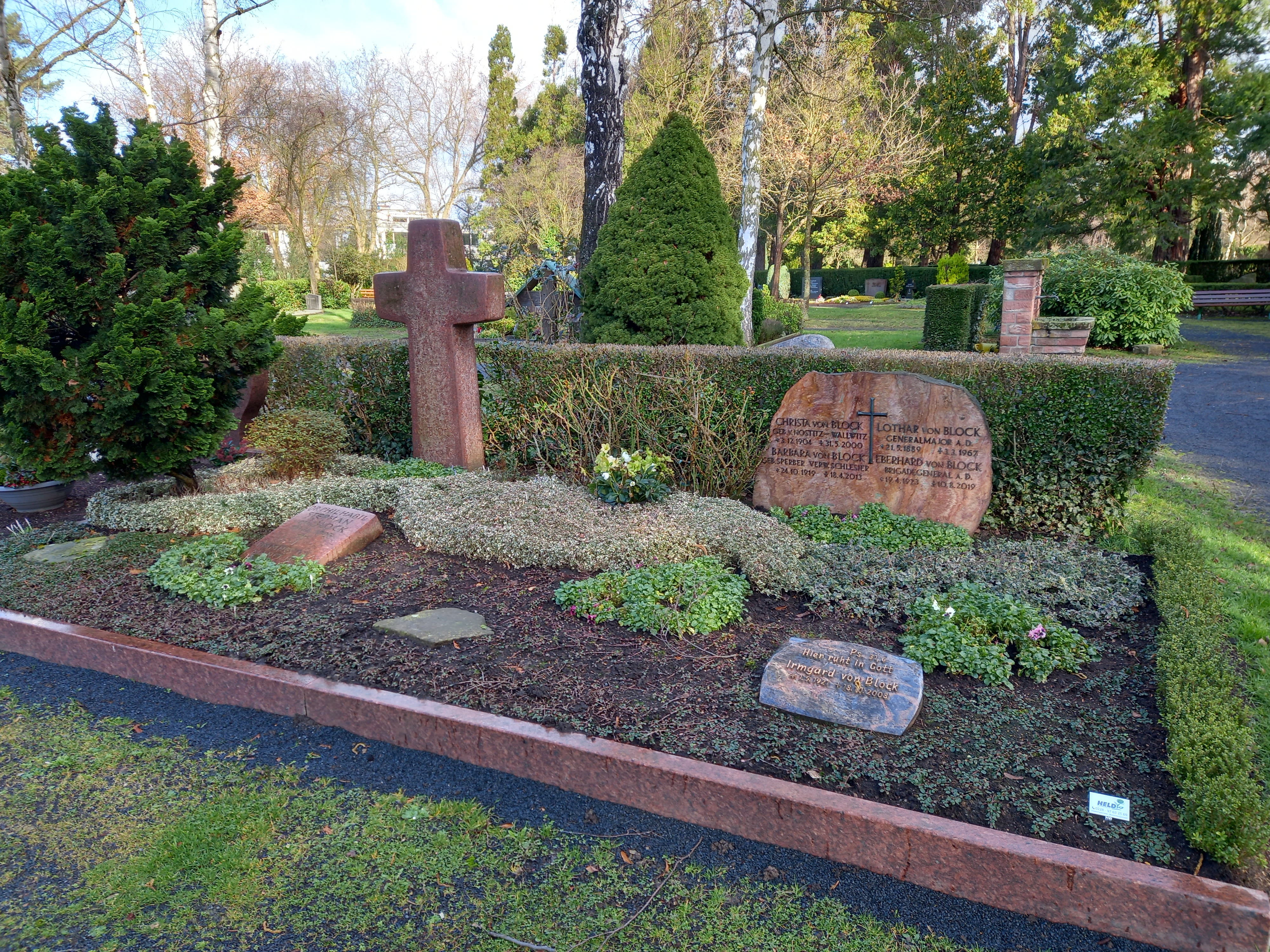
Das Grab von Eberhard von Block und seiner Ehefrau Barbara geborene Sperber verwitwete Schlesier im Familiengrab auf dem Zentralfriedhof Bad Godesberg in Bonn

Eberhard von Block (* 19. April 1923 in Kolberg; † 10. August 2019 in Bonn-Bad Godesberg) war ein deutscher Brigadegeneral des Heeres der Bundeswehr. Er war vom 1. Oktober 1977 bis 30. Juni 1980 Kommandeur der Abteilung Funktions- und Sonderlehrgänge an der Führungsakademie der Bundeswehr in Hamburg.

## Leben

### Wehrmacht
Eberhard von Block trat 1941 als Offizieranwärter in das Infanterie-Regiment 9 der Wehrmacht ein. Er war Zugführer, Ordonnanzoffizier und Kompaniechef im Panzergrenadierregiment 9 der 26. Panzer-Division des Heeres der deutschen Wehrmacht im Zweiten Weltkrieg. Er wurde 1943 Leutnant, später Oberleutnant. 1945 wurde er schwer verwundet.

### Bundeswehr
Mit der Gründung der Bundeswehr 1956 wurde von Block als Hauptmann verpflichtet. Er war zunächst ab Februar 1956 Prüfoffizier bei der Annahmeorganisation und ab September 1956 Personalbearbeiter Panzergrenadiere im Bundesministerium der Verteidigung in Bonn. Von Oktober 1959 bis Dezember 1960 absolvierte er den 3. Generalstabslehrgang Heer an der Führungsakademie der Bundeswehr in Hamburg, wo er zum Offizier im Generalstabsdienst ausgebildet wurde. Anschließend war er bis September 1963 Hilfsreferent im Führungsstab des Heeres IV und danach bis September 1966 im Führungsstab der Streitkräfte III im Bundesministerium der Verteidigung in Bonn. Von Oktober 1966 bis September 1967 war er G2 (Militärisches Nachrichtenwesen) des I. Korps in Münster. Ab Oktober 1967 war er zunächst Hörsaalleiter im 10. und 12. Generalstabslehrgang Heer, ab Mai 1974 Fachgruppenleiter Führungslehre Heer, ab Oktober 1977 Kommandeur der Funktions- und Sonderlehrgänge und Beauftragter des Inspekteurs des Heeres und ab Oktober 1980 Kommandeur Verwendungslehrgänge und Beauftragter des Inspekteurs des Heeres an der Führungsakademie der Bundeswehr in Hamburg. Mit Ablauf des September 1983 wurde er in den Ruhestand versetzt.

### Privates
Eberhard von Block war Rechtsritter des Johanniterordens und langjähriger Hamburger Landesbeauftragter des Ordens. Er war Sohn von Generalmajor Lothar von Block.

### Auszeichnungen
- 24. April 1945: Deutsches Kreuz in Gold
- 8. Februar 1983: Verdienstkreuz 1. Klasse des Verdienstordens der Bundesrepublik Deutschland

## Schriften
- Gedanken zum 8. Mai 1945 von Eberhard von Block, Baden-Württembergische Kommende des Johanniterordens 1985 im Landesarchiv Baden-Württemberg[2]